# Malvina Major
Dame Malvina Lorraine Major ONZ GNZM DBE (ur. 28 stycznia 1943) – nowozelandzka sopranistka.

## Młodość i rodzina
Major urodziła się 28 stycznia 1943 roku w Hamilton, jako córka Vincenta i Evy Major. Wychowała się w dużej muzykalnej rodzinie, a jako dziecko występowała na różnych koncertach, śpiewając głównie muzykę country i western, pop i muzykę z przedstawień. Klasyczne wykształcenie otrzymała w 1955 roku pod okiem Siostry Marii Magdaleny w Ngāruawāhia, na północ od Hamilton. Siostra Febronie uczyła ją śpiewu, a siostra Liguori udzielała jej lekcji gry na fortepianie. Gdy jej potencjał rozkwitł, Major zaczęła co tydzień jeździć do Ponsonby w Auckland, gdzie pobierała dalsze nauki u siostry Mary Leo w St Mary’s College. Siostra Mary Leo zyskała międzynarodową sławę dzięki temu, że uczyła najsłynniejszą śpiewaczkę w Nowej Zelandii, Kiri Te Kanawę.
W 1965 roku Major poślubiła Winstona Williama Richarda Fleminga, mieli troje dzieci. Fleming zmarł w 1990 roku.

## Międzynarodowe uznanie
Major przeniosła się do Anglii, aby kontynuować naukę w London Opera Centre pod okiem nauczycielki Ruth Packer. Do jej sukcesów należy zwycięstwo w konkursie New Zealand Mobil Song Quest w 1963 r., w którym pokonała Te Kanawę (zajęła drugie miejsce i wygrała w 1965 r.). Zwyciężyła także w australijskim konkursie Melbourne Sun Aria w 1965 r., a także zdobyła londyńską nagrodę Kathleen Ferrier w 1966 r. Później Major wystąpiła na zagranicznych koncertach, m.in. na koncercie transmitowanym przez BBC w Londynie, na koncercie plenerowym pod piramidami w Egipcie z Kairską Orkiestrą Symfoniczną oraz na koncercie charytatywnym na rzecz Very Lynn w Londynie. Wykonała ponad 30 ról operowych w ich oryginalnych językach. Na jej cześć nazwano wioskę emerytów Malvina Major w Wellington.

## Fundacja Dame Malviny Major
W 1991 roku Dame Malvina założyła Fundację Dame Malviny Major, której celem jest wspieranie edukacji poprzez przyznawanie nagród i zapewnianie szkoleń młodym Nowozelandczykom w zakresie sztuk performatywnych. Laureatami corocznej nagrody Fundacji Dame Malvina Major o wartości 50 000 dolarów są m.in. Amitai Pati  i Natasha Te Rupe Wilson.

## Nauczanie
W 2022 r. Major został współpracowała z Uniwersytetem Waikato w Hamilton w Nowej Zelandii.